# Aporosa acuminata
Aporosa acuminata är en emblikaväxtart som beskrevs av George Henry Kendrick Thwaites.
Aporosa acuminata ingår i släktet Aporosa och familjen emblikaväxter. Inga underarter finns listade i Catalogue of Life.